# Acomita
Acomita, nekadašnje ljetno selo Acoma Indinmjanaca koje se nalazi oko 15 milja (24 km) sjeverno od Acome uz cestu Santa Fe Pacific, u okrugu Valencia u Novom Meksiku. Selo se nalazi na području rezervata Acoma i danas je podijeljeno na dva sela koja se za statističke potrebe smatraju popisom određenim mjestima.